# Łużnik (roślina)

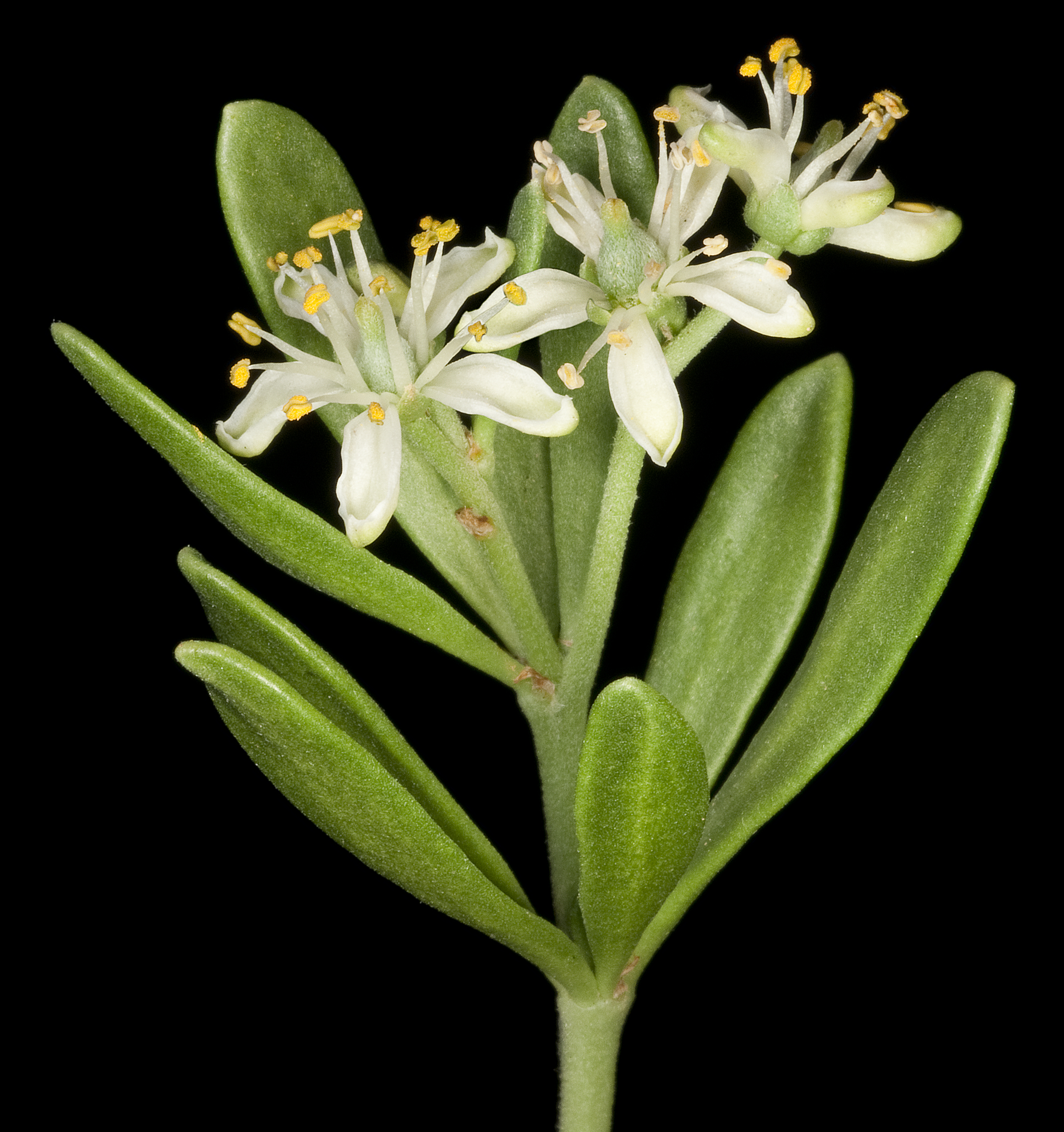
Nitraria billardierei

Łużnik (Nitraria) – rodzaj roślin z rodziny łużnikowatych (Nitrariaceae). Obejmuje w zależności od ujęcia systematycznego od 5 do 12 gatunków. Występują na glebach słonych na terenach pustynnych od północnej Afryki i południowo-wschodniej części Europy, po Pakistan, Chiny i wschodnią Syberię, jeden gatunek (N. billardierei) rośnie w południowo-zachodniej Australii.
Rośliny te lokalnie są spożywane (np. na Syberii i w Australii). Owoce gatunku australijskiego, których owocnia jest bogata w sól, są chętnie zjadane przez emu, co znacząco przyczynia się do rozprzestrzeniania gatunku (nasiona łatwiej kiełkują po przejściu przez przewód pokarmowy tego ptaka). Ponieważ łużniki gromadzą w komórkach chlorek sodu, po spaleniu z popiołu tych roślin pozyskuje się sól kuchenną. Sadzi się je także w celu zapobiegania erozji, a drewniejące pędy używane są jako opał.

## Morfologia
PokrójKrzewy osiągające od 0,5 do 2 m wysokości. Pędy pokładające się i płożące, nieco gruboszowate, czasem kolczaste i na końcach kolczasto zaostrzone.
LiścieUlistnienie skrętoległe, nierzadko liście skupione w pęczkach, ogonkowe lub niemal siedzące. Przylistki okazałe, trwałe lub wcześnie opadające. Blaszki pojedyncze, gruboszowate, z kilkoma ząbkami na szczycie.
KwiatyPromieniste i obupłciowe, wyrastają pojedynczo lub w wierzchotkach. Działki kielicha w liczbie 5, są trwałe i mięsiste. W takiej samej liczbie występują wolne, białe lub żółtawozielone płatki korony. Pręciki występują w liczbie 10 lub 15. Zalążnia dolna, powstaje z 2 do 6 owocolistków, z których każdy tworzy własną komorę. Pojedynczy słupek zwieńczony jest jajowatym znamieniem.
OwoceMięsiste, jednonasienne pestkowce w kolorze czerwonym lub żółtym.

## Systematyka
Rodzaj w dawniejszych systemach klasyfikacyjnych zaliczany był zwykle do szeroko ujmowanej rodziny parolistowatych Zygophyllaceae. W systemie AP IV z 2016 rodzaj zaliczany jest do rodziny łużnikowatych Nitrariaceae obejmującej poza nim także rodzaje poganek Peganum i Tetradiclis. W niektórych wąskich ujęciach (np. w systemie Takhtajana) rodzina ta jest monotypowa, a dwa pozostałe rodzaje wyodrębniane są do własnych rodzin Peganaceae Takhtajan i Tetradiclidaceae Takhtajan.
Wykaz gatunków (nazwy zweryfikowane według Plants of the World Online)
- Nitraria billardierei DC.
- Nitraria komarovii Iljin & Lava ex Bobrov
- Nitraria pamirica L.I.Vassiljeva
- Nitraria retusa (Forssk.) Asch.
- Nitraria roborowskii Kom.
- Nitraria schoberi L.
- Nitraria sibirica Pall. – łużnik syberyjski[8]
- Nitraria sphaerocarpa Maxim.
- Nitraria tangutorum Bobrov